# محمد ایلخانی
محمد ایلخانی (متولد ۱۳۳۷ در تهران) پژوهشگر فلسفه و استاد بازنشستهٔ گروه فلسفه دانشگاه شهید بهشتی است. پژوهش‌های او عمدتاً در حوزه فلسفه یونان، فلسفه قرون وسطی، فلسفه اسلامی، کلام مسیحی و فلسفه دین است.

## تحصیلات
- کارشناسی ادبیات فارسی از مدرسه عالی ادبیات
- کارشناسی ارشد مطالعات قرون وسطی با گرایش در فلسفه و کلام مسیحی، دانشگاه کاتولیک لوون
- کارشناسی ارشد فلسفه دین، دانشگاه آزاد بروکسل
- دکترای فلسفه با گرایش فلسفه قرون وسطی، دانشگاه آزاد بروکسل